# کروموزوم ۵ (انسان)

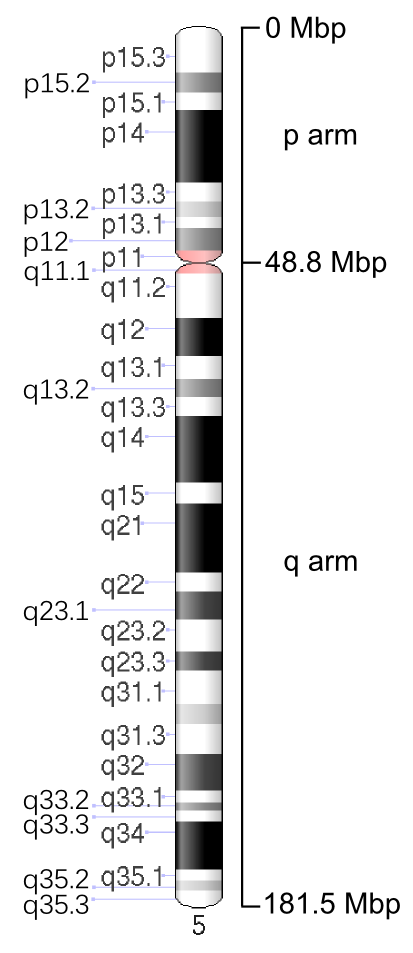
Ideogram of human chromosome 5. Mbp means mega base pair. See locus for other notation.

کروموزوم ۵ (انسان)، یکی از ۲۳ جفت کروموزوم در انسان است. انسان‌ها به‌طور معمول دارای دو نسخه از این کروموزوم خود هستند که. کروموزوم ۵ شامل در حدود ۱۸۱ میلیون جفت باز (اجزای تشکیل‌دهندهٔ دی‌ان‌ای) است که این نشان‌دهنده در حدود ۶ درصد از کل دی‌ان‌ای در  سلولهای تشکیل دهندهٔ بدن بشر است. . کروموزوم ۵ با این که در بزرگی در میان کروموزوم‌های انسانی پنجمین است، در عین حال دارای یکی از کمترین تراکم ژنی است. وجود بخش‌های متعدد کم‌ژن در کروموزوم ۵؛ که به معنی وجود فراوانی دی‌ان‌ای بی‌رمز و سینتنی در رابطه با غیر پستانداران و مهره‌داران است، تا اندازه‌ای توجیه این امر است و نشان می‌دهد که عملکرد آن‌ها محدود شده‌است.
شناسایی هویت ژن‌ها در هر کروموزوم یکی از زمینه‌های فعال در پژوهش‌های ژنتیکی است. پژوهش‌گران از روش‌های مختلفی برای پیش‌بینی تعداد ژن در هر کروموزوم استفاده می‌کنند، از این رو، شمار تخمینی ژن‌ها در هر کروموزوم همیشه یک‌سان نیست. دانشمندان بر این باورند که کروموزوم ۵ به احتمال زیاد در بر گیرندهٔ بین ۹۰۰ و ۱۳۰۰ ژن است.
از آنجا که کروموزوم ۵ مسئول بسیاری از اشکال رشد و توسعه (تقسیم سلولی) است تغییرات آن ممکن است سرطان را موجب شود.